# Haltérophilie aux Jeux africains de 2023
Navigation
2019
Les compétitions d'haltérophilie aux Jeux africains de 2023 ont lieu du 10 au 14 mars 2024 à Accra, au Ghana.  

## Médaillés

### Hommes
| Épreuve     | Or                                      | Or     | Argent                            | Argent | Bronze                              | Bronze |
| 55 kg       | 55 kg                                   | 55 kg  | 55 kg                             | 55 kg  | 55 kg                               | 55 kg  |
| ----------- | --------------------------------------- | ------ | --------------------------------- | ------ | ----------------------------------- | ------ |
| Arraché     | Eric Andriantsitohaina (MAD)            | 96 kg  | Wilhem Gwendal Emile (MRI)        | 91 kg  | Davis Niyoyita (UGA)                | 90 kg  |
| Épaulé-jeté | Eric Andriantsitohaina (MAD)            | 135 kg | Davis Niyoyita (UGA)              | 120 kg | King Kalu (en) (NGA)                | 115 kg |
| Total       | Eric Andriantsitohaina (MAD)            | 231 kg | Davis Niyoyita (UGA)              | 210 kg | King Kalu (en) (NGA)                | 204 kg |
| 61 kg       |                                         |        |                                   |        |                                     |        |
| Arraché     | Aly Elsayed Attia Elaraby Elsayed (EGY) | 117 kg | Amine Bouhijbha (en) (TUN)        | 114 kg | Favour Agboro (NGA)                 | 113 kg |
| Épaulé-jeté | Aly Elsayed Attia Elaraby Elsayed (EGY) | 150 kg | Favour Agboro (NGA)               | 140 kg | Amine Bouhijbha (en) (TUN)          | 136 kg |
| Total       | Aly Elsayed Attia Elaraby Elsayed (EGY) | 267 kg | Favour Agboro (NGA)               | 253 kg | Amine Bouhijbha (en) (TUN)          | 250 kg |
| 67 kg       |                                         |        |                                   |        |                                     |        |
| Arraché     | Edidiong Umoafia (en) (NGA)             | 135 kg | Ayoub Salem (TUN)                 | 129 kg | Akram Chekhchoukh (ALG)             | 128 kg |
| Épaulé-jeté | Edidiong Umoafia (en) (NGA)             | 165 kg | Akram Chekhchoukh (ALG)           | 151 kg | Ayoub Salem (TUN)                   | 146 kg |
| Total       | Edidiong Umoafia (en) (NGA)             | 300 kg | Akram Chekhchoukh (ALG)           | 279 kg | Ayoub Salem (TUN)                   | 275 kg |
| 73 kg       |                                         |        |                                   |        |                                     |        |
| Arraché     | Samir Fardjallah (ALG)                  | 138 kg | Ahsaan Shabi (LBA)                | 137 kg | Jon-Antohein Phillips (RSA)         | 122 kg |
| Épaulé-jeté | Samir Fardjallah (ALG)                  | 166 kg | Ahsaan Shabi (LBA)                | 165 kg | Jon-Antohein Phillips (RSA)         | 153 kg |
| Total       | Samir Fardjallah (ALG)                  | 304 kg | Ahsaan Shabi (LBA)                | 302 kg | Jon-Antohein Phillips (RSA)         | 275 kg |
| 81 kg       |                                         |        |                                   |        |                                     |        |
| Arraché     | Mohammed Alzintani (LBA)                | 141 kg | Hamza Ben Amor (TUN)              | 140 kg | Jeremie Junior Ngouanom Nzali (CMR) | 137 kg |
| Épaulé-jeté | Hamza Ben Amor (TUN)                    | 176 kg | Mohammed Alzintani (LBA)          | 174 kg | Jeremie Junior Ngouanom Nzali (CMR) | 165 kg |
| Total       | Hamza Ben Amor (TUN)                    | 316 kg | Mohammed Alzintani (LBA)          | 315 kg | Jeremie Junior Ngouanom Nzali (CMR) | 302 kg |
| 89 kg       |                                         |        |                                   |        |                                     |        |
| Arraché     | Eslam Abouelwafa Mohamed Maaddawy (EGY) | 153 kg | Omar Alajeemi (LBA)               | 141 kg | Slim Bchini (TUN)                   | 140 kg |
| Épaulé-jeté | Eslam Abouelwafa Mohamed Maaddawy (EGY) | 190 kg | Omar Alajeemi (LBA)               | 176 kg | William James Swart (RSA)           | 169 kg |
| Total       | Eslam Abouelwafa Mohamed Maaddawy (EGY) | 343 kg | Omar Alajeemi (LBA)               | 317 kg | Mohamed Elamine Messaour (ALG)      | 303 kg |
| 96 kg       |                                         |        |                                   |        |                                     |        |
| Arraché     | Karim Abokahla (en) (EGY)               | 151 kg | Faris Touairi (en) (ALG)          | 150 kg | Desmond Akano (NGA)                 | 145 kg |
| Épaulé-jeté | Karim Abokahla (en) (EGY)               | 192 kg | Desmond Akano (NGA)               | 191 kg | Faris Touairi (en) (ALG)            | 180 kg |
| Total       | Karim Abokahla (en) (EGY)               | 343 kg | Desmond Akano (NGA)               | 336 kg | Faris Touairi (en) (ALG)            | 330 kg |
| 102 kg      |                                         |        |                                   |        |                                     |        |
| Arraché     | Ahmed Sayed Ashour Ali (EGY)            | 155 kg | Ahmed Abuzriba (LBA)              | 153 kg | Abayomi Vincent Adeyemi (NGA)       | 151 kg |
| Épaulé-jeté | Ahmed Sayed Ali (EGY)                   | 196 kg | Abayomi Vincent Adeyemi (NGA)     | 190 kg | Ahmed Abuzriba (LBA)                | 189 kg |
| Total       | Ahmed Sayed Ali (EGY)                   | 351 kg | Ahmed Abuzriba (LBA)              | 342 kg | Abayomi Vincent Adeyemi (NGA)       | 341 kg |
| 109 kg      |                                         |        |                                   |        |                                     |        |
| Arraché     | Ragab Abdelhay (en) (EGY)               | 163 kg | Junior Ngadja Nyabeyeu (en) (CMR) | 152 kg | Khelwin Juboo (MRI)                 | 141 kg |
| Épaulé-jeté | Junior Ngadja Nyabeyeu (en) (CMR)       | 205 kg | Ragab Abdelhay (en) (EGY)         | 193 kg | Khelwin Juboo (MRI)                 | 188 kg |
| Total       | Junior Ngadja Nyabeyeu (en) (CMR)       | 357 kg | Ragab Abdelhay (en) (EGY)         | 356 kg | Khelwin Juboo (MRI)                 | 329 kg |
| +109 kg     |                                         |        |                                   |        |                                     |        |
| Arraché     | Abdelrahman El-Sayed (en) (EGY)         | 155 kg | Lucky Joseph (NGA)                | 152 kg | Ezzedine Maik Lahmadi (TUN)         | 151 kg |
| Épaulé-jeté | Abdelrahman El-Sayed (en) (EGY)         | 195 kg | Lucky Joseph (NGA)                | 190 kg | Ezzedine Maik Lahmadi (TUN)         | 170 kg |
| Total       | Abdelrahman El-Sayed (en) (EGY)         | 350 kg | Lucky Joseph (NGA)                | 342 kg | Ezzedine Maik Lahmadi (TUN)         | 321 kg |

### Femmes
| Épreuve     | Or                                     | Or     | Argent                                            | Argent | Bronze                                            | Bronze |
| 45 kg       | 45 kg                                  | 45 kg  | 45 kg                                             | 45 kg  | 45 kg                                             | 45 kg  |
| ----------- | -------------------------------------- | ------ | ------------------------------------------------- | ------ | ------------------------------------------------- | ------ |
| Arraché     | Basma Ramadan Abdelwahab Gunaidy (EGY) | 56 kg  | Nadia Katbi (ALG)                                 | 55 kg  | Esther Kavesa Mboya (KEN)                         | 50 kg  |
| Épaulé-jeté | Basma Ramadan Abdelwahab Gunaidy (EGY) | 71 kg  | Nadia Katbi (ALG)                                 | 68 kg  | Fabia Tiavina Andriamitantsoa (MAD)               | 67 kg  |
| Total       | Basma Ramadan Abdelwahab Gunaidy (EGY) | 127 kg | Nadia Katbi (ALG)                                 | 123 kg | Esther Kavesa Mboya (KEN)                         | 115 kg |
| 49 kg       |                                        |        |                                                   |        |                                                   |        |
| Arraché     | Sheridane Pasnin (MRI)                 | 64 kg  | Winnifred Ntumi (GHA)                             | 63 kg  | Zo Lalainarinirina Ny Hasina Andrimitantsoa (MAD) | 60 kg  |
| Épaulé-jeté | Tasnim Ben Wada (TUN)                  | 81 kg  | Winnifred Ntumi (GHA)                             | 81 kg  | Zo Lalainarinirina Ny Hasina Andrimitantsoa (MAD) | 80 kg  |
| Total       | Winnifred Ntumi (GHA)                  | 144 kg | Zo Lalainarinirina Ny Hasina Andrimitantsoa (MAD) | 140 kg | Tasnim Ben Wada (TUN)                             | 140 kg |
| 55 kg       |                                        |        |                                                   |        |                                                   |        |
| Arraché     | Adijat Olarinoye (NGA)                 | 80 kg  | Noura Essam Helmi Abdelbari Mohamed (EGY)         | 79 kg  | Eya Aouadi (TUN)                                  | 78 kg  |
| Épaulé-jeté | Adijat Olarinoye (NGA)                 | 105 kg | Eya Aouadi (TUN)                                  | 95 kg  | Noura Essam Helmi Abdelbari Mohamed (EGY)         | 93 kg  |
| Total       | Adijat Olarinoye (NGA)                 | 185 kg | Eya Aouadi (TUN)                                  | 173 kg | Noura Essam Helmi Abdelbari Mohamed (EGY)         | 172 kg |
| 59 kg       |                                        |        |                                                   |        |                                                   |        |
| Arraché     | Rafiatu Lawal (NGA)                    | 85 kg  | Anneke Spies (RSA)                                | 84 kg  | Israa Bejaoui (TUN)                               | 75 kg  |
| Épaulé-jeté | Rafiatu Lawal (NGA)                    | 105 kg | Anneke Spies (RSA)                                | 101 kg | Israa Bejaoui (TUN)                               | 92 kg  |
| Total       | Rafiatu Lawal (NGA)                    | 190 kg | Anneke Spies (RSA)                                | 185 kg | Israa Bejaoui (TUN)                               | 167 kg |
| 64 kg       |                                        |        |                                                   |        |                                                   |        |
| Arraché     | Ruth Ayodele (NGA)                     | 94 kg  | Chaima Rahmouni (TUN)                             | 92 kg  | Seforah Lent (MRI)                                | 80 kg  |
| Épaulé-jeté | Ruth Ayodele (NGA)                     | 114 kg | Chaima Rahmouni (TUN)                             | 111 kg | Ikram Cherara (ALG)                               | 110 kg |
| Total       | Ruth Ayodele (NGA)                     | 208 kg | Chaima Rahmouni (TUN)                             | 203 kg | Ikram Cherara (ALG)                               | 178 kg |
| 71 kg       |                                        |        |                                                   |        |                                                   |        |
| Arraché     | Joy Ogbonne Eze (NGA)                  | 90 kg  | Jaoueher Guesmi (TUN)                             | 87 kg  | Laryne Jefferies (RSA)                            | 86 kg  |
| Épaulé-jeté | Joy Ogbonne Eze (NGA)                  | 117 kg | Jaoueher Guesmi (TUN)                             | 116 kg | Laryne Jefferies (RSA)                            | 107 kg |
| Total       | Joy Ogbonne Eze (NGA)                  | 207 kg | Jaoueher Guesmi (TUN)                             | 203 kg | Laryne Jefferies (RSA)                            | 193 kg |
| 76 kg       |                                        |        |                                                   |        |                                                   |        |
| Arraché     | Ketty Lent (MRI)                       | 91 kg  | Amira Mohamed Abdelrahman Ibrahim Elkady (EGY)    | 83 kg  | Nihad Belounis (ALG)                              | 82 kg  |
| Épaulé-jeté | Ketty Lent (MRI)                       | 106 kg | Nihad Belounis (ALG)                              | 105 kg | Amira Mohamed Abdelrahman Ibrahim Elkady (EGY)    | 103 kg |
| Total       | Ketty Lent (MRI)                       | 197 kg | Nihad Belounis (ALG)                              | 187 kg | Amira Mohamed Abdelrahman Ibrahim Elkady (EGY)    | 186 kg |
| 81 kg       |                                        |        |                                                   |        |                                                   |        |
| Arraché     | Sara Samir Elsayed Mohamed Ahmed (EGY) | 100 kg | Jeanne Gaëlle Eyenga Mbo'ossi (CMR)               | 89 kg  | Juliana Ongonga (KEN)                             | 73 kg  |
| Épaulé-jeté | Sara Samir Elsayed Mohamed Ahmed (EGY) | 140 kg | Jeanne Gaëlle Eyenga Mbo'ossi (CMR)               | 120 kg | Juliana Ongonga (KEN)                             | 92 kg  |
| Total       | Sara Samir Elsayed Mohamed Ahmed (EGY) | 240 kg | Jeanne Gaëlle Eyenga Mbo'ossi (CMR)               | 209 kg | Juliana Ongonga (KEN)                             | 165 kg |
| 87 kg       |                                        |        |                                                   |        |                                                   |        |
| Arraché     | Fatma Mohamed Sadek Ahmed (EGY)        | 104 kg | Mary Osijo (en) (NGA)                             | 103 kg | Naoui Zeineb (TUN)                                | 84 kg  |
| Épaulé-jeté | Mary Osijo (en) (NGA)                  | 128 kg | Fatma Mohamed Sadek Ahmed (EGY)                   | 127 kg | Naoui Zeineb (TUN)                                | 90 kg  |
| Total       | Fatma Mohamed Sadek Ahmed (EGY)        | 231 kg | Mary Osijo (en) (NGA)                             | 231 kg | Naoui Zeineb (TUN)                                | 174 kg |
| +87 kg      |                                        |        |                                                   |        |                                                   |        |
| Arraché     | Shimaa Khaled Ragab Ali (EGY)          | 107 kg | Amina Yahia Mamoun (ALG)                          | 87 kg  | Estelle Momeni (CMR)                              | 86 kg  |
| Épaulé-jeté | Shimaa Khaled Ragab Ali (EGY)          | 130 kg | Estelle Momeni (CMR)                              | 108 kg | Amina Yahia Mamoun (ALG)                          | 106 kg |
| Total       | Shimaa Khaled Ragab Ali (EGY)          | 237 kg | Estelle Momeni (CMR)                              | 194 kg | Amina Yahia Mamoun (ALG)                          | 193 kg |

## Tableau des médailles
- Pays organisateur (Ghana)

| Rang  | Nation         | Or | Argent | Bronze | Total |
| ----- | -------------- | -- | ------ | ------ | ----- |
| 1     | Égypte         | 27 | 5      | 4      | 36    |
| 2     | Nigeria        | 16 | 10     | 6      | 32    |
| 3     | Maurice        | 4  | 1      | 4      | 9     |
| 4     | Tunisie        | 3  | 11     | 16     | 30    |
| 5     | Algérie        | 3  | 8      | 10     | 21    |
| 6     | Madagascar     | 3  | 1      | 3      | 7     |
| 7     | Cameroun       | 2  | 7      | 3      | 12    |
| 8     | Libye          | 1  | 10     | 1      | 12    |
| 9     | Ghana          | 1  | 2      | 0      | 3     |
| 10    | Afrique du Sud | 0  | 3      | 7      | 10    |
| 11    | Ouganda        | 0  | 2      | 1      | 3     |
| 12    | Kenya          | 0  | 0      | 5      | 5     |
| Total | Total          | 60 | 60     | 60     | 180   |